# Carbinoxamine
Carbinoxamine là một chất chống dị ứng và kháng cholinergic. Nó được sử dụng cho viêm mũi dị ứng, viêm mũi vận mạch, nổi mề đay nhẹ, phù mạch, da liễu và viêm kết mạc dị ứng. Carbinoxamine là một chất đối kháng histamine, đặc biệt là chất đối kháng H1. Muối axit maleic của đồng phân levorotatory được bán dưới dạng thuốc theo toa rotoxamine.
Nó được cấp bằng sáng chế vào năm 1947 và được đưa vào sử dụng y tế vào năm 1953. Nó được ra mắt lần đầu tiên tại Hoa Kỳ bởi Tập đoàn McNeil dưới tên Clistin. Carbinoxamine có sẵn ở nhiều quốc gia khác nhau trên thế giới, kết hợp với thuốc thông mũi như pseudoephedrine, và cả với các thành phần khác bao gồm paracetamol, aspirin và codein.

## Xã hội và văn hoá
Vào tháng 6 năm 2006, FDA đã thông báo rằng hơn 120 sản phẩm dược phẩm có thương hiệu có chứa carbinoxamine đang được bán trên thị trường bất hợp pháp và yêu cầu chúng phải được loại bỏ khỏi thị trường. Hành động này đã được kết thúc bởi hai mươi mốt báo cáo về cái chết ở trẻ em dưới hai tuổi đã được sử dụng các sản phẩm có chứa carbinoxamine. Mặc dù thực tế là loại thuốc này chưa được nghiên cứu ở lứa tuổi này, vô số các chế phẩm OTC có chứa carbinoxamine đang được bán cho trẻ sơ sinh và trẻ mới biết đi. Hiện tại, tất cả các công thức có chứa carbinoxamine chỉ được chấp thuận cho người lớn hoặc trẻ em từ 3 tuổi trở lên.

### Tên thương hiệu
Tên thương hiệu bao gồm Clistin, Palgic, Rondec, Rhinopront.